# Gréalou
Gréalou település Franciaországban, Lot megyében. Lakosainak száma 302 fő (2022. január 1.). Gréalou Béduer, Brengues, Cadrieu, Cajarc, Carayac, Montbrun és Saint-Chels községekkel határos.

## Népesség
A település népességének változása:
| Lakosok száma | 175  | 215  | 201  | 239  | 266  | 270  | 282  | 287  | 290  | 302  |
|               | 1968 | 1982 | 1990 | 2006 | 2013 | 2015 | 2017 | 2019 | 2020 | 2022 |